# شينغو موريتا
شينغو موريتا (باليابانية: 森田 真吾) (9 ديسمبر 1978 في كوتشي في اليابان – )؛ هو لاعب كرة قدم ياباني سابق كان يلعب كمدافع.

## وصلات خارجية
- شينغو موريتا على موقع رابطة كرة القدم اليابانية للمحترفين (اليابانية)
- شينغو موريتا على موقع قاعدة بيانات كرة القدم.إي يو (الإنجليزية)
- شينغو موريتا على موقع عالم كرة القدم.نت (الإنجليزية)